# 維德尼夫卡
50°43′17″N 35°9′55″E / 50.72139°N 35.16528°E
維德尼夫卡（烏克蘭語：Виднівка）是位於烏克蘭東北部的村莊，由蘇梅州蘇梅區的克拉斯諾皮利亞市鎮負責管轄。該村處於博羅姆利亞河左岸，距離亞塞諾克2.5公里，海拔高度199米，2001年人口58。